# Canini Campi
Canini Campi va ser un districte de la província de la Rètia Prima, segons Ammià Marcel·lí, que correspon al territori modern dels Grisons.